# McDonnell XF-88 Voodoo
El McDonnell XF-88 Voodoo fue un birreactor de caza de largo alcance con alas en flecha, diseñado a finales de los años 1940 para la Fuerza Aérea de los Estados Unidos, por la McDonnell Aircraft Corporation. Aunque no entró en servicio, el diseño fue adaptado para el desarrollo del caza supersónico F-101 Voodoo. 

## Diseño y desarrollo

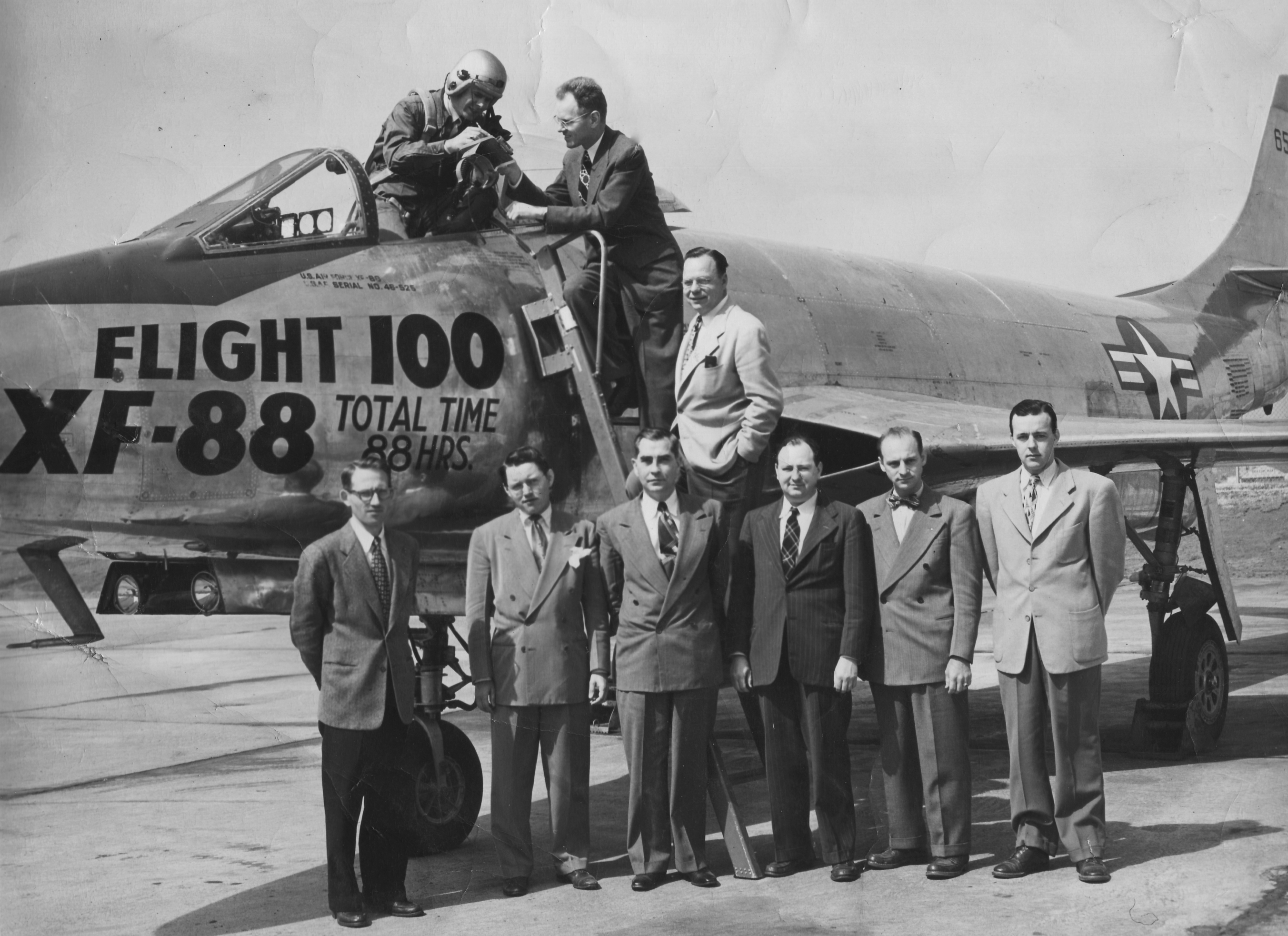
El equipo de ingeniería posa tras el Vuelo 100.

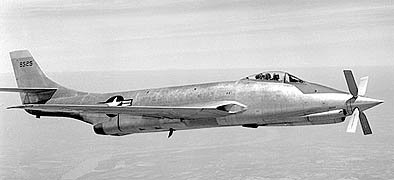
Híbrido turbohélice-reactor supersónico XF-88B.

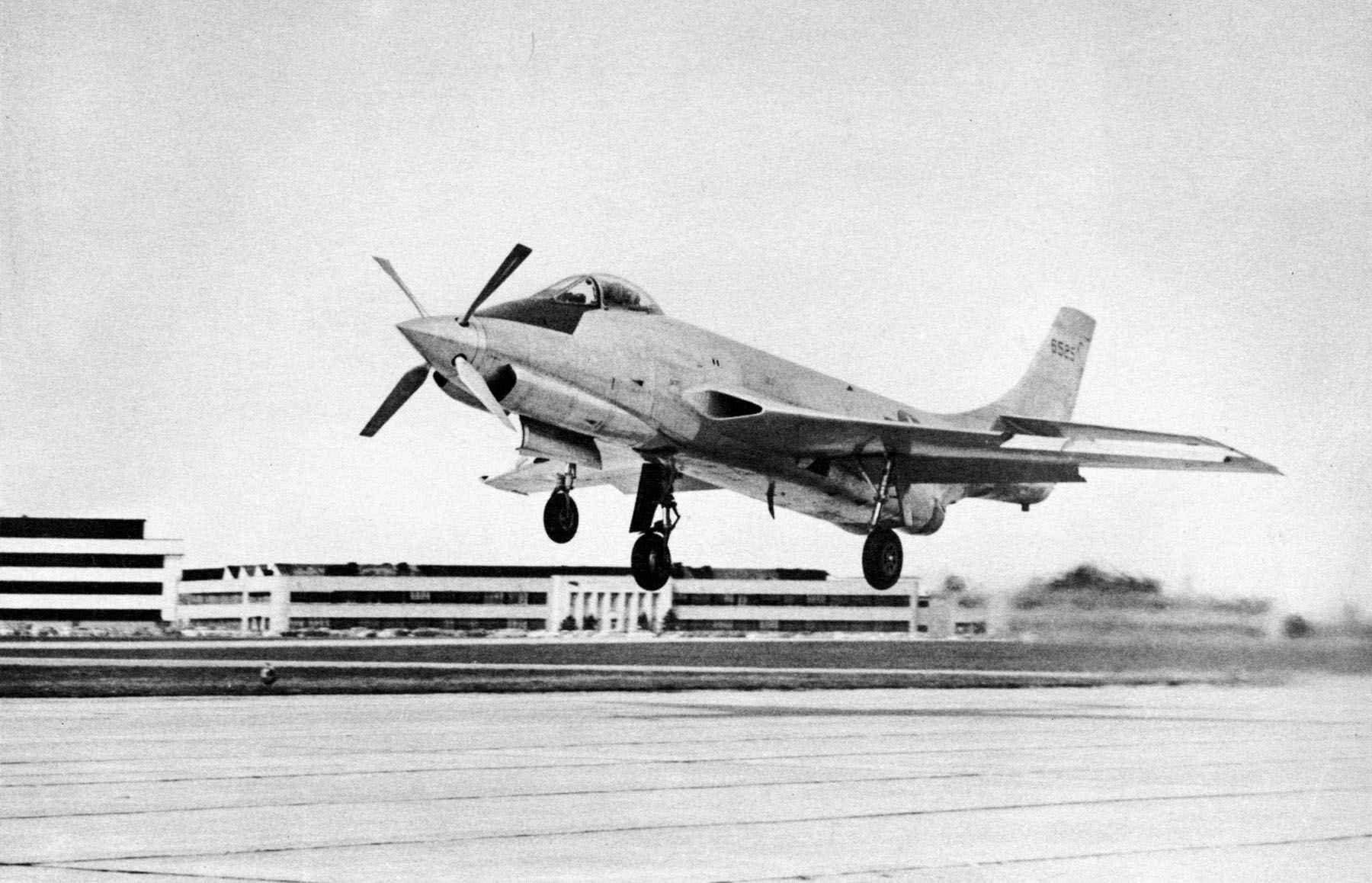
Aterrizaje del XF-88B.

Fue diseñado a raíz de una propuesta de las Fuerzas Aéreas del Ejército de los Estados Unidos (USAAF) en 1946, por la que se solicitaba un caza a reacción de largo alcance para realizar tareas de penetración o escolta. Iba a ser esencialmente un reemplazo a reacción del North American P-51 Mustang que había escoltado a los bombarderos Boeing B-17 Flying Fortress sobre Alemania. Iba a tener un radio de combate de 1450 km y altas prestaciones. McDonnell comenzó los trabajos en el avión, denominado Model 36, el 1 de abril de 1946. El 20 de junio, a la compañía se le concedió un contrato por dos prototipos designados XP-88. Dave Lewis fue el Jefe de Aerodinámica del proyecto.
El diseño inicial iba a tener alas rectas y cola en V, pero las pruebas de túnel de viento indicaron problemas aerodinámicos que condujeron a un plano de cola convencional y a unas alas en flecha. Las USAAF confirmaron la orden de dos prototipos el 14 de febrero de 1947, mientras que un cambio en el sistema de designación condujo a que los todavía no volados prototipos fueran redesignados XF-88 el 1 de julio de 1948, ganándose el modelo el apodo de "Voodoo".
El Voodoo tenía un ala media/baja, en flecha de 35°. Los dos motores, especificados como turborreactores Westinghouse J34, estaban en el fuselaje inferior, alimentados por tomas de aire en las raíces alares y toberas por debajo del fuselaje trasero. Esto dejaba espacio en el largo fuselaje para los depósitos de combustible necesarios para el requerido largo alcance. El corto morro del Voodoo no tenía radar, con la intención de albergar un armamento de seis cañones M39 de 20 mm, mientras que el único piloto del caza se sentaba en una cabina presurizada y con un asiento eyectable.

## Historia operacional
El primer XF-88 realizó su primer vuelo desde Muroc Field el 20 de octubre de 1948, pilotado por el Jefe de Pilotos de Pruebas de McDonnell, Robert Edholm. Estaba desarmado y equipado con motores J34-13 sin poscombustión que entregaban 13,37 kN (3000 lbf) de empuje. Aunque las pruebas mostraron un manejo adecuado y la autonomía requerida, el XF-88 se probó falto de potencia. Esto resultó en prestaciones inadecuadas, con su velocidad máxima de 1031,59 km/h, siendo menor que la del F-86 Sabre. Con el fin de mejorar las prestaciones, se decidió equipar a los motores del segundo prototipo con posquemadores diseñados por McDonnell. Así modificados, los motores se convirtieron en los J34-22, entregando 16,05 kN (3600 lbf) de empuje. El segundo prototipo, XF-88A, realizó su primer vuelo el 26 de abril de 1949, siendo el primer prototipo modificado más tarde al mismo estándar.
Los posquemadores mejoraron las prestaciones del Voodoo, alcanzando el XF-88A los 1126 km/h, pero a expensas de reducir el alcance debido al aumento del consumo de combustible. A pesar de esto, el XF-88 fue elegido contra los Lockheed XF-90 y North American YF-93 para el requerimiento de Caza de Penetración de la USAF, que planeaba versiones de producción que usaran motores más potentes Westinghouse J46 (una orden de 1948 por 118 F-93 había sido cancelada en 1949). Cambios en las prioridades de la Fuerza Aérea, junto con una carencia de fondos, condujeron a que el caza de penetración fuese cancelado en agosto de 1950.
El primer prototipo fue modificado al estándar del XF-88B, con un motor turbohélice Allison T38 montado en el morro, añadido a los turborreactores. Se usó para realizar pruebas de vuelo hasta 1956, y alcanzó velocidades sobrepasando ligeramente Mach 1,0, siendo el primer avión de hélice en conseguirlo. McDonnell también propuso una versión naval del XF-88, una variante de entrenador operacional biplaza y de reconocimiento, pero ninguno fue construido. Ambos prototipos fueron desguazados en 1958.
La experiencia de la guerra de Corea condujo a la USAF a reconsiderar sus planes para los cazas de penetración y llevó a una nueva especificación por un caza de largo alcance, siendo emitido el Requerimiento Operativo General (GOR) 101 en febrero de 1951. Se eligió una versión considerablemente agrandada para cubrir este requerimiento más tarde el mismo año, convirtiéndose el revisado diseño en el McDonnell F-101 Voodoo, del que la primera versión de producción voló el 29 de septiembre de 1954.

## Variantes
XF-88
Primer prototipo, propulsado por motores Westinghouse XJ34-WE-13 de 13,38 kN de empuje. Desarmado.
XF-88A
Segundo prototipo, equipado como con motores mejorados XJ34-WE-22, provistos de unos primitivos postquemadores. Posteriormente incluyó armamento. El primer prototipo fue modificado a esta versión.
XF-88B
Modificación del XF-88 que equipó en la parte delantera un motor turbohélice Allison XT38 de 1865 kW de potencia, manteniendo los turborreactores. Esta versión voló por primera vez el 14 de abril de 1953.

## Especificaciones (XF-88A)
Referencia datos: Fighters of the United States Air Force

### Características generales
- Tripulación: Uno (piloto)
- Longitud: 16,5 m (54,2 ft)
- Envergadura: 12,1 m (39,7 ft)
- Altura: 5,3 m (17,3 ft)
- Superficie alar: 32,5 m² (350,1 ft²)
- Peso vacío: 5507 kg (12 137,4 lb)
- Peso máximo al despegue: 8392 kg (18 496 lb)
- Planta motriz: 2× turborreactores con postcombustión Westinghouse J34-WE-22.
  - Empuje normal: 13,4 kN (1364 kgf; 3008 lbf) de empuje cada uno.
  - Empuje con postquemador: 16,1 kN (1637 kgf; 3608 lbf) [9] de empuje cada uno.

### Rendimiento
- Velocidad máxima operativa (Vno): 1136 km/h (706 MPH; 613 kt) a 6100 m de altitud
- Alcance: 2779 km (1501 nmi; 1727 mi)
- Techo de vuelo: 12 009 m (39 400 ft)
- Régimen de ascenso: 41 m/s (8071 ft/min)

### Armamento
- Cañones: 

  - 6x M39 de 20 mm

## Aeronaves relacionadas

### Desarrollos relacionados
- CF-101 Voodoo
- F-101 Voodoo

### Aeronaves similares
- Lockheed XF-90
- North American YF-93
- Republic XF-84H

### Secuencias de designación
- Secuencia P-_ (Cazas (Pursuit/Fighter) del USAAC/USAAF/USAF, 1924-1962): ← P-85/F-85 - P-86/F-86/D - P-87/F-87 - P-88/F-88 - P-89/F-89 - P-90/F-90 - P-91/F-91 →